# Bas fourneaux de la forêt des Bellaires

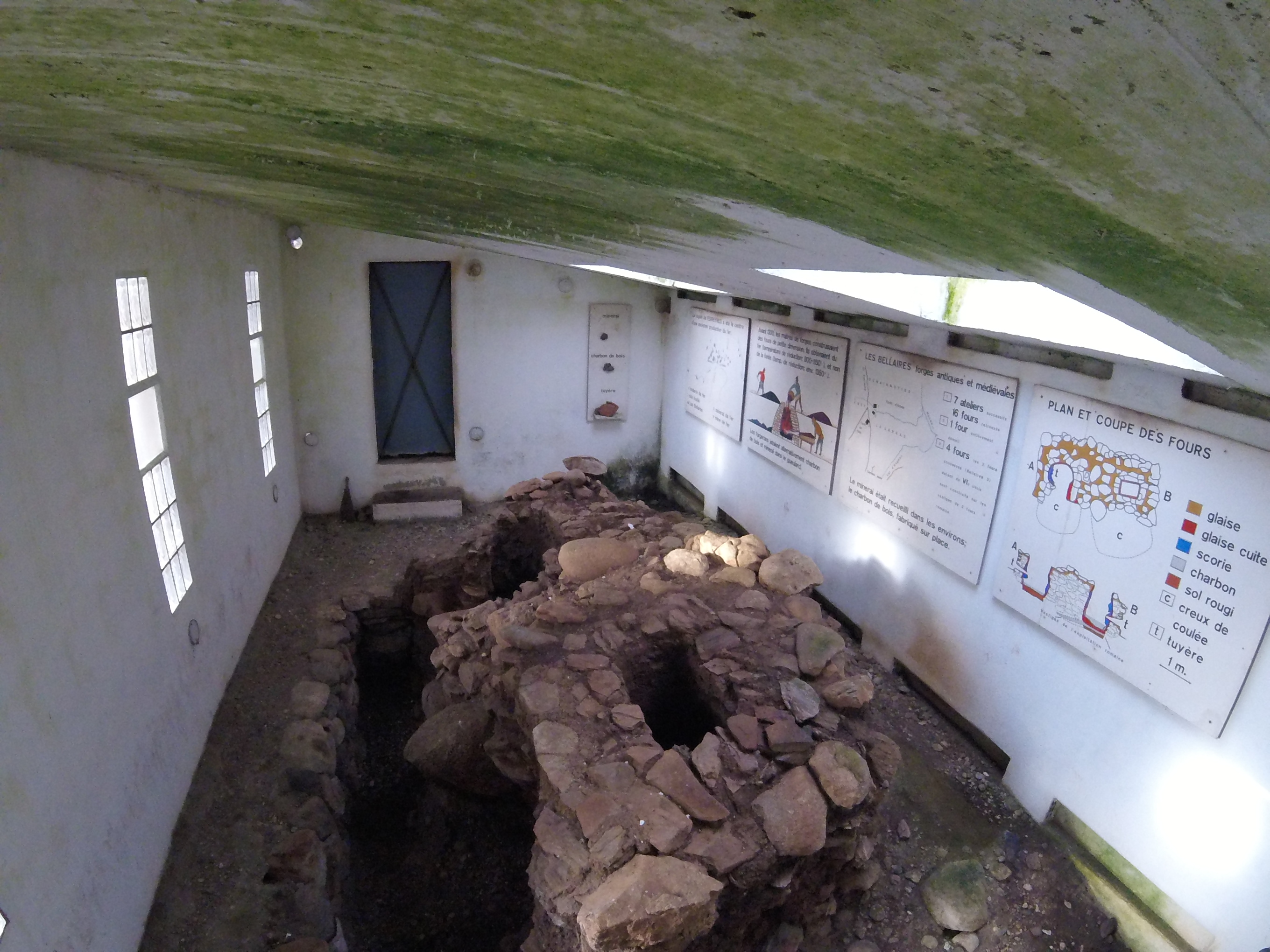
Four à Fer

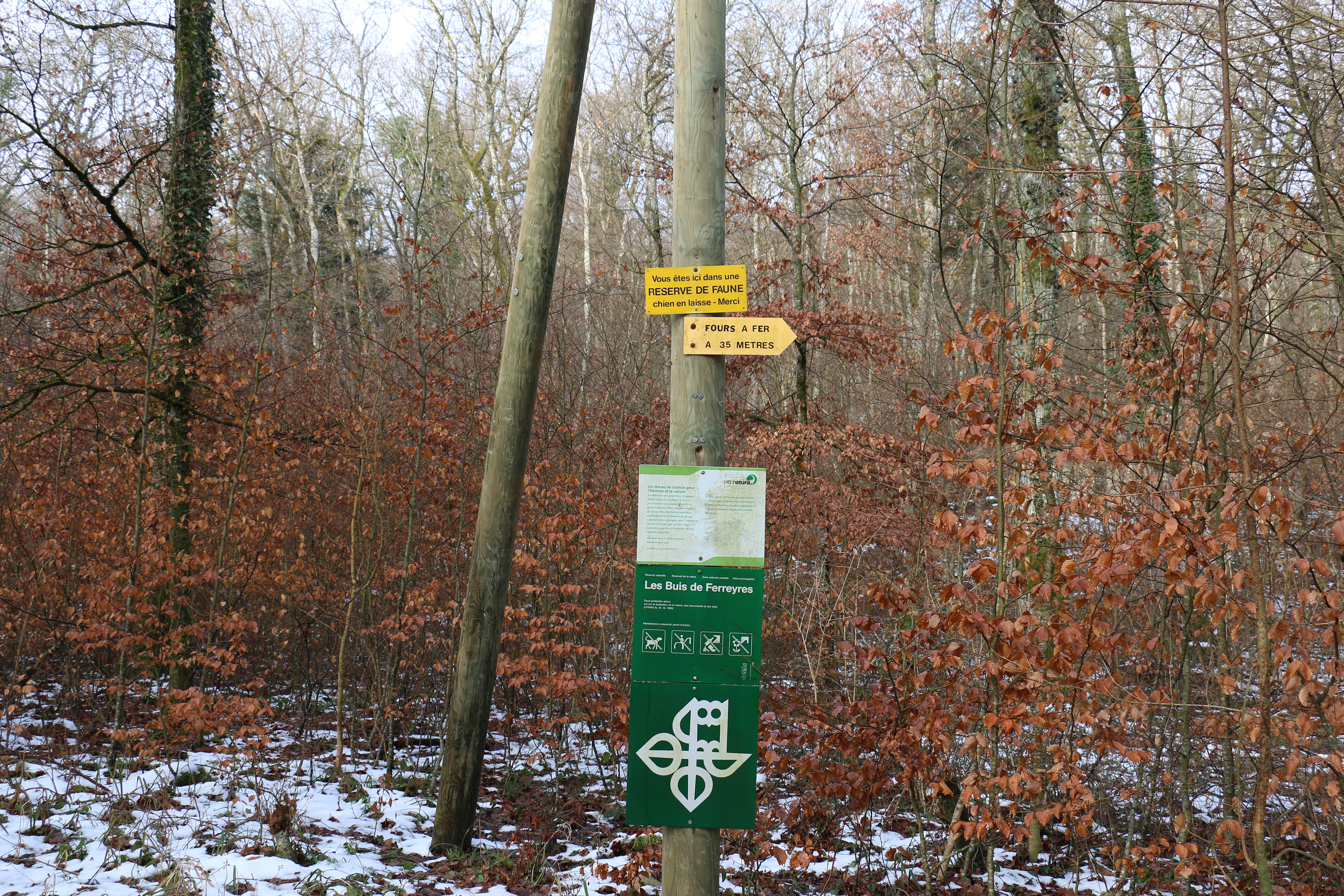
Four à Fer, le signe

Les bas fourneaux de la forêt des Bellaires sont des sites archéologiques situés sur le territoire de la commune Vaudoise de Romainmôtier-Envy, en Suisse.

## Histoire
Si les dépôts de fer du pied du massif du Jura sont exploités depuis la période de la Tène, c'est depuis l'époque mérovingienne que la production locale devient réellement importante avec le début du traitement des scories. Parmi les nombreux sites situés dans la région, ceux de Montcherand et de Boécourt ne sont dépassés que par celui situé dans la forêt des Bellaires, non loin de l'abbatiale de Romainmôtier dont elle dépend.
C'est entre 1963 et 1968 que le site est fouillé par l'archéologue Pierre-Louis Pelet. Ces fouilles ont permis de mettre au jour trois sites distincts comprenant dix ateliers pour le premier, un bas-fourneau pour le second et deux exploitations pour le troisième.
Alors que le site est inscrit comme bien culturel suisse d'importance nationale, l'office du tourisme de la région l'a incorporé au « sentier des fours à fer » qui chemine dans la forêt.